# Ergasilus auritus
Ergasilus auritus är en kräftdjursart som beskrevs av Aleksandr Prokofyevich Markevich 1940. Ergasilus auritus ingår i släktet Ergasilus och familjen Ergasilidae. Inga underarter finns listade i Catalogue of Life.